# Uma Brasileira
«Uma Brasileira» es una canción de 1995 interpretada por el grupo brasileño Os Paralamas do Sucesso, con la participación de Djavan, y publicada en el álbum de Vamo Batê Lata. Fue compuesta por Herbert Viana y Carlinhos Brown. En los países hispanohablantes la canción fue parcialmente traducida al español y rebautizada como «Una brasilera».

## Premios y nominaciones
| Año  | Premio                 | Categoría             | Resultado | Ref.  |
| ---- | ---------------------- | --------------------- | --------- | ----- |
| 1995 | MTV Video Music Brasil | Videoclipe do Ano     | Nominado  | [ 6 ] |
| 1995 | MTV Video Music Brasil | Escolha da Audiência  | Ganador   | [ 6 ] |
| 1995 | MTV Video Music Brasil | Videoclipe de Pop     | Ganador   | [ 6 ] |
| 1995 | MTV Video Music Brasil | Direção em Videoclipe | Nominado  | [ 6 ] |